# Hypericum vacciniifolium
Hypericum vacciniifolium är en johannesörtsväxtart som beskrevs av August von Hayek och Siehe. Hypericum vacciniifolium ingår i släktet johannesörter, och familjen johannesörtsväxter. Inga underarter finns listade i Catalogue of Life.